# Falls Creek (Pensilvânia)
Falls Creek é um distrito localizado no estado americano de Pensilvânia.

## Demografia
Segundo o censo americano de 2000, a sua população era de 983 habitantes.

## Geografia
De acordo com o United States Census Bureau tem uma área de
2,5 km², dos quais 2,5 km² cobertos por terra e 0,0 km² cobertos por água.

## Localidades na vizinhança
O diagrama seguinte representa as localidades num raio de 12 km ao redor de Falls Creek.